# Riserva naturale Cornocchia
La riserva naturale Cornocchia è un'area naturale protetta della regione Toscana istituita nel 1980.
Occupa una superficie di 532,12 ha nella provincia di Siena.